# Салмоней
Салмоней (др.-греч. Σαλμωνεύς) — в древнегреческой мифологии сын Эола и Энареты (по версии, сын Афаманта). Жена — Алкидика, дочь — Тиро.
Вначале жил в Фессалии, затем прибыл в Элиду и основал город Салмония у реки Алфея. Насмехался над божеством (Зевсом), имитировал гром грохотом котлов, а молнии — с помощью факелов. Либо, сидя на колеснице, бросал в народ горящие факелы. Изображал молнии, сидя на колеснице. Подарил Эсону кубок. Говорил, что он Зевс.
Зевс поразил его перуном, низверг в Тартар царя и уничтожил город с жителями, но спас его дочь Тиро. Либо Зевс поразил только его, так как его возненавидели подданные.
Действующее лицо сатировской драмы Софокла «Салмоней».
По другому рассказу, дочь царя Салмонея влюбилась в отца и в отчаянии покончила с собой. Отец учредил ежегодный праздник в её честь. Видимо, речь идет о версии, относящейся к тому же персонажу.